# Zinho Gano
Zinho Gano , né le 13 octobre 1993 à Malines en Belgique, est un footballeur international bissaoguinéen qui joue au poste d'attaquant.

## Biographie

### En club
Zinho Gano est un produit du Club Bruges KV. Au cours de la saison 2013-2014, il marque six buts en 22 matchs de championnat avec le club belge de deuxième division, Lommel United. L'année suivante, il joue en Division 1 pour le Royal Mouscron-Péruwelz. Il a fait ses débuts en première division le 27 juillet 2014 contre RSC Anderlecht. Après avoir porté les couleurs de Waasland-Beveren et de  KV Ostende, il joue à présent pour le club limbourgeois du KRC Genk.

### En sélection nationale
En décembre 2023, il est retenu dans la liste des vingt-cinq joueurs bissao-guinéens sélectionnés par Baciro Candé pour disputer la Coupe d'Afrique des nations 2023.

## Palmarès

### En club
KRC Genk
- Championnat de Belgique (1) :
  - Champion en 2019